# Chrysonotomyia corynata
Chrysonotomyia corynata är en stekelart som beskrevs av Christer Hansson 2004. Chrysonotomyia corynata ingår i släktet Chrysonotomyia och familjen finglanssteklar. Inga underarter finns listade i Catalogue of Life.